# Эйткен, Джек
Джек Э́йткен (англ. Jack Aitken; род. 23 сентября 1995 года в Лондоне) — британский автогонщик, который в прошлом становился чемпионом Еврокубка Формулы-Рено 2.0 и Альпийской Формулы-Рено 2.0. С 2018 года выступал в Формуле-2. Помимо этого, в сезонах Формулы-1 2020 и 2021 года он являлся резервным пилотом команды Williams, а в Гран-при Сахира 2020 года выступил за неё как боевой пилот, потому что Джордж Расселл в этом Гран-при заменял заболевшего COVID-19 Льюиса Хэмилтона в Mercedes.

## Карьера
Эйткен начал свою карьеру в картинге в возрасте семи лет, он выступал на картодроме Бакмор Парк, что в графстве Кент.

### Формула-Рено
Эйткен провёл свой первый полный сезон в Еврокубке Формулы-Рено в 2014 году, он выступил за команду Fortec Motorsports. Он выиграл одну из гонок на Хунгароринге, а также четыре раза попал на подиум. Перед сезоном 2015 года он перешёл в Koiranen GP, чтобы повторить участие в том же турнире.
В 2015 году Эйткен совместил участие в чемпионатах Еврокубка Формулы-Рено и Альпийской Формулы-Рено. Заключительные этапы обеих серий проходили на испанской трассе Херес, сначала Джек обеспечил себе титул в Альпийской Формуле-Рено, а неделей спустя стал чемпионом и в Еврокубке.

### GP3
В январе 2016 года было объявлено, что Эйткен начнёт выступать в GP3 за команду Arden International. В свой дебютный сезон Джек добился победы во второй гонке на Спа-Франкоршам, финишировал на подиуме в шести других гонках, а сезон завершил на пятом месте в личном зачёте. В феврале 2017 стало известно, что Эйткен продолжить выступать в GP3, однако поменяет команду на чемпионскую ART Grand Prix. Джек хорошо провёл сезон, он вновь добился лишь одной победы, однако стабильно высокие результаты позволили ему стать вице-чемпионом.

### Формула-2
В январе 2018 года команда ART Grand Prix объявила, что Джек продолжит выступление в Формуле-2. За сезон одержал одну победу и занял 11-е место. В следующем сезоне перешёл в команду Campos Racing. В течение сезона одержал три победы и занял 5-е место. В сезоне 2020 года остался в команде Campos Racing. Лучшим результатом в сезоне стало два третьих места во обеих гонках второго этапа на Сильверстоуне. На этапе в Сочи в спринтерской гонке во время борьбы за позицию с Лукой Гьотто столкнулся с ним, в результате оба потеряли контроль над собственными машинами и врезались на высокой скорости в барьер. В результате машина Луки загорелась, но оба гонщика избежали травм. Гонка была остановлена и не была возобновлена в дальнейшем. Пропустил финальный этап ради участия в Гран-при Сахира, заменяя Джорджа Рассела в Williams. По итогам сезона занял 14-е место. Позже было объявлено, что Эйткен покинет Формулу-2 и в 2021 году будет выступать в GT World Challenge Europe.
В 2021 году вернулся в Формулу-2 на этапы в Монако, Баку и в Сильверстоуне в составе команды HWA Racelab, заменив в ней Матео Наннини.

### GT World Challenge Europe
В марте 2021 года было объявлено, что Эйткен будет выступать в GT World Challenge Europe за рулём автомобиля Lamborghini Huracán GT3 Evo в составе команды Emil Frey Racing. В гонке 24 Часа Спа попал в аварию, и в результате неё получил перелом ключица, повреждения позвонка и ушиб лёгкого.

### Формула-1
В феврале 2016 года Эйткен присоединился к возрождённой Спортивной академии Renault. В сезоне 2018 года являлся резервным пилотом команды Renault. В 2020 году покинул академию Renault.
В сезоне 2020 года Эйткен присоединился к Williams Driver Academy вместе с соперниками из Формулы-2 Дэном Тиктумом и Роем Ниссани. Эйткен стал запасным гонщиком команды. Он участвовал в первой тренировочной сессии Гран-при Штирии 2020 года в составе команды, заменив на этом посту Джорджа Рассела.
Эйткен дебютировал в Формуле-1 в Williams на Гран-при Сахира 2020 года в качестве замены Джорджа Расселла, который был переведён в Mercedes после положительного теста на коронавирус Льюиса Хэмилтона. В 2021 год продолжил исполнять роль запасного пилота команды Williams. Принял участие в первой тренировке Гран-при Абу-Даби 2021 года.

## Результаты выступлений

### Общая статистика
| Сезон | Серия                                   | Команда               | Гонки                    | Победы                   | Поулы                    | Л/Круги                  | Подиумы                  | Очки                     | Место                    |
| ----- | --------------------------------------- | --------------------- | ------------------------ | ------------------------ | ------------------------ | ------------------------ | ------------------------ | ------------------------ | ------------------------ |
| 2012  | Dunlop Intersteps Championship          | Fortec Motorsports    | 23                       | 2                        | 2                        | 3                        | 13                       | 490                      | 3                        |
| 2013  | Североевропейский кубок Формулы-Рено    | Fortec Motorsports    | 16                       | 0                        | 1                        | 1                        | 5                        | 230                      | 2                        |
| 2013  | Еврокубок Формулы-Рено 2.0              | Fortec Motorsports    | 2                        | 0                        | 0                        | 0                        | 0                        | 0                        | НК†                      |
| 2013  | Еврокубок Формулы-Рено 2.0              | Manor MP Motorsport   | 4                        | 0                        | 0                        | 0                        | 0                        | 0                        | НК†                      |
| 2014  | Еврокубок Формулы-Рено 2.0              | Fortec Motorsports    | 14                       | 1                        | 1                        | 0                        | 4                        | 86                       | 7                        |
| 2014  | Альпийская Формула-Рено 2.0             | Fortec Motorsports    | 8                        | 0                        | 0                        | 1                        | 0                        | 0                        | НК†                      |
| 2014  | Pro Mazda Championship                  | Team Pelfrey          | 2                        | 0                        | 0                        | 0                        | 0                        | 31                       | 20                       |
| 2015  | Еврокубок Формулы-Рено 2.0              | Koiranen GP           | 17                       | 5                        | 4                        | 3                        | 3                        | 206                      | 1                        |
| 2015  | Альпийская Формула-Рено 2.0             | Koiranen GP           | 15                       | 4                        | 3                        | 3                        | 7                        | 242                      | 1                        |
| 2015  | Pro Mazda Winterfest                    | Team Pelfrey          | 5                        | 3                        | 1                        | 2                        | 4                        | 167                      | 1                        |
| 2016  | GP3                                     | Arden International   | 18                       | 1                        | 0                        | 2                        | 7                        | 148                      | 5                        |
| 2016  | Открытый чемпионат Евроформулы          | RP Motorsport         | 4                        | 2                        | 2                        | 1                        | 3                        | 71                       | 8                        |
| 2016  | Испанская Формула-3                     | RP Motorsport         | 2                        | 1                        | 1                        | 1                        | 1                        | 27                       | 7                        |
| 2016  | Формула V8 3.5                          | RP Motorsport         | 4                        | 0                        | 1                        | 0                        | 0                        | 14                       | 15                       |
| 2017  | GP3                                     | ART Grand Prix        | 15                       | 1                        | 2                        | 2                        | 6                        | 141                      | 2                        |
| 2018  | ФИА Формула-2                           | ART Grand Prix        | 23                       | 1                        | 0                        | 0                        | 2                        | 63                       | 11                       |
| 2018  | Формула-1                               | Renault Sport F1 Team | Третий и резервный пилот | Третий и резервный пилот | Третий и резервный пилот | Третий и резервный пилот | Третий и резервный пилот | Третий и резервный пилот | Третий и резервный пилот |
| 2019  | ФИА Формула-2                           | Campos Racing         | 22                       | 3                        | 0                        | 2                        | 7                        | 159                      | 5                        |
| 2019  | Формула-1                               | Renault F1 Team       | Тест-пилот               | Тест-пилот               | Тест-пилот               | Тест-пилот               | Тест-пилот               | Тест-пилот               | Тест-пилот               |
| 2020  | ФИА Формула-2                           | Campos Racing         | 22                       | 0                        | 0                        | 1                        | 2                        | 48                       | 14                       |
| 2020  | Формула-1                               | Williams Racing       | 1                        | 0                        | 0                        | 0                        | 0                        | 0                        | 22                       |
| 2021  | ФИА Формула-2                           | HWA Racelab           | 9                        | 0                        | 0                        | 0                        | 0                        | 0                        | 23                       |
| 2021  | GT World Challenge Europe Sprint Cup    | Emil Frey Racing      | 6                        | 0                        | 0                        | 1                        | 1                        | 17,5                     | 19                       |
| 2021  | GT World Challenge Europe Endurance Cup | Emil Frey Racing      | 4                        | 0                        | 0                        | 0                        | 0                        | 8                        | 24                       |
| 2021  | Формула-1                               | Williams Racing       | Тест-пилот               | Тест-пилот               | Тест-пилот               | Тест-пилот               | Тест-пилот               | Тест-пилот               | Тест-пилот               |

† Эйткен участвовал в соревновании по приглашению, поэтому ему не начислялись очки чемпионата.

### GP3
| Сезон | Команда             | 1            | 2          | 3         | 4         | 5          | 6         | 7         | 8            | 9         | 10         | 11        | 12        | 13        | 14        | 15         | 16        | 17        | 18        | Место | Очки |
| ----- | ------------------- | ------------ | ---------- | --------- | --------- | ---------- | --------- | --------- | ------------ | --------- | ---------- | --------- | --------- | --------- | --------- | ---------- | --------- | --------- | --------- | ----- | ---- |
| 2016  | Arden International | КАТ ГОН 20   | КАТ СПР 19 | РБР ГОН 9 | РБР СПР 5 | СИЛ ГОН 13 | СИЛ СПР 6 | ХУН ГОН 9 | ХУН СПР 6    | ХОК ГОН 6 | ХОК СПР 2  | СПА ГОН 5 | СПА СПР 1 | МНЦ ГОН 2 | МНЦ СПР 5 | СЕП ГОН 2  | СЕП СПР 3 | ЯСМ ГОН 3 | ЯСМ СПР 2 | 5     | 148  |
| 2017  | ART Grand Prix      | КАТ ГОН Сход | КАТ СПР 12 | РБР ГОН 2 | РБР СПР 5 | СИЛ ГОН 4  | СИЛ СПР 2 | ХУН ГОН 1 | ХУН СПР Сход | СПА ГОН 2 | СПА СПР 18 | МНЦ ГОН 2 | МНЦ СПР О | ХЕР ГОН 3 | ХЕР СПР 6 | ЯСМ ГОН 14 | ЯСМ СПР 8 |           |           | 2     | 141  |

### Формула-2
| Сезон | Команда        | 1           | 2          | 3          | 4           | 5          | 6          | 7             | 8            | 9          | 10          | 11           | 12         | 13         | 14         | 15         | 16         | 17           | 18         | 19          | 20         | 21          | 22           | 23         | 24         | Место | Очки |
| ----- | -------------- | ----------- | ---------- | ---------- | ----------- | ---------- | ---------- | ------------- | ------------ | ---------- | ----------- | ------------ | ---------- | ---------- | ---------- | ---------- | ---------- | ------------ | ---------- | ----------- | ---------- | ----------- | ------------ | ---------- | ---------- | ----- | ---- |
| 2018  | ART Grand Prix | САХ ГОН 9   | САХ СПР 18 | БАК ГОН 2  | БАК СПР 11  | КАТ ГОН 6  | КАТ СПР 1  | МОН ГОН 7     | МОН СПР Сход | ЛЕК ГОН 11 | ЛЕК СПР НС  | РБР ГОН Сход | РБР СПР 18 | СИЛ ГОН 13 | СИЛ СПР 12 | ХУН ГОН 4  | ХУН СПР 10 | СПА ГОН 11   | СПА СПР 10 | МОН ГОН 17† | МОН СПР 8  | СОЧ ГОН 14  | СОЧ СПР Сход | ЯСМ ГОН 10 | ЯСМ СПР 13 | 11    | 63   |
| 2019  | Campos Racing  | САХ ГОН 7   | САХ СПР 11 | БАК ГОН 1  | БАК СПР 3   | КАТ ГОН 2  | КАТ СПР 8  | МОН ГОН 17†   | МОН СПР 13   | ЛЕК ГОН 3  | ЛЕК СПР 4   | РБР ГОН 10   | РБР СПР 18 | СИЛ ГОН 5  | СИЛ СПР 1  | ХУН ГОН 3  | ХУН СПР 5  | СПА ГОН O    | СПА СПР O  | МОН ГОН 8   | МОН СПР 1  | СОЧ ГОН 7   | СОЧ СПР 11   | ЯСМ ГОН 11 | ЯСМ СПР 10 | 5     | 159  |
| 2020  | Campos Racing  | РБР1 ГОН 15 | РБР1 СПР 8 | РБР2 ГОН 9 | РБР2 СПР 6  | ХУН ГОН 13 | ХУН СПР 19 | СИЛ1 ГОН 13   | СИЛ1 СПР 8   | СИЛ2 ГОН 3 | СИЛ2 СПР 3  | КАТ ГОН 18†  | КАТ СПР 18 | СПА ГОН 13 | СПА СПР 17 | МОН ГОН 13 | МОН СПР 7  | МУД ГОН Сход | МУД СПР 13 | СОЧ ГОН 6   | СОЧ СПР 4‡ | САХ1 ГОН 10 | САХ1 СПР 17† | САХ2 ГОН   | САХ2 СПР   | 14    | 48   |
| 2021  | HWA Racelab    | БАХ СПР1    | БАХ СПР2   | БАХ ГОН    | МОН СПР1 16 | МОН СПР2 9 | МОН ГОН 18 | БАК СПР1 Сход | БАК СПР2 12  | БАК ГОН 11 | СИЛ СПР1 17 | СИЛ СПР2 18  | СИЛ ГОН 17 | МНЦ СПР1   | МНЦ СПР2   | МНЦ ГОН    | СОЧ СПР1   | СОЧ СПР2     | СОЧ ГОН    | ДЖИ СПР1    | ДЖИ СПР2   | ДЖИ ГОН     | ЯСМ СПР1     | ЯСМ СПР2   | ЯСМ ГОН    | 0     | 0    |

† Не финишировал в гонке, но был классифицирован как завершивший более 90 % её дистанции.
‡ Получил половину очков из-за того, что закончил менее 75 % гоночной дистанции

### Результаты выступлений в Формуле-1
| Сезон | Команда         | Шасси          | Двигатель                                   | Ш | 1   | 2        | 3   | 4   | 5   | 6   | 7   | 8   | 9   | 10  | 11  | 12  | 13  | 14  | 15  | 16     | 17  | 18  | 19  | 20  | 21  | 22       | Место | Очки |
| ----- | --------------- | -------------- | ------------------------------------------- | - | --- | -------- | --- | --- | --- | --- | --- | --- | --- | --- | --- | --- | --- | --- | --- | ------ | --- | --- | --- | --- | --- | -------- | ----- | ---- |
| 2020  | Williams Racing | Williams FW43  | Mercedes-AMG F1 M11 EQ Performance 1,6 V6 t | P | АВТ | ШТИ тест | ВЕН | ВЕЛ | 70Л | ИСП | БЕЛ | ИТА | ТОС | РОС | АЙФ | ПОР | ЭМИ | ТУР | БАХ | САХ 16 | АБУ |     |     |     |     |          | 22    | 0    |
| 2021  | Williams Racing | Williams FW43B | Mercedes-AMG F1 M11 EQ Performance 1,6 V6 t | P | БАХ | ЭМИ      | ПОР | ИСП | МОН | АЗЕ | ФРА | ШТИ | АВТ | ВЕЛ | ВЕН | БЕЛ | НИД | ИТА | РОС | ТУР    | США | МЕХ | САП | КАТ | САУ | АБУ тест | —     | —    |